# 64. ročník udílení Oscarů
64. ročník udílení Oscarů proběhl 30. března 1992 v Dorothy Chandler Pavilion (Los Angeles) a udílel ocenění pro nejlepší filmařské počiny roku 1991. Udílely se ceny ve 23 kategoriích a producentem byl Gil Cates († 2011). Večer moderoval Billy Crystal.

## Nominace a vítězové
Vítězové v dané kategorii jsou uvedeni tučně.
| Nejlepší film | Nejlepší režie |
| --- | --- |
| Mlčení jehňátek - Kráska a zvíře - Bugsy - JFK - Pán přílivu | Jonathan Demme – Mlčení jehňátek - John Singleton – Chlapci ze sousedství - Barry Levinson – Bugsy - Oliver Stone – JFK - Ridley Scott – Thelma a Louise |
| Nejlepší herec | Nejlepší herečka |
| Anthony Hopkins jako Dr. Hannibal Lecter – Mlčení jehňátek - Warren Beatty jako Benjamin „Bugsy“ Siegel – Bugsy - Robert De Niro jako Maximilian Cady – Mys hrůzy - Nick Nolte jako Tom Wingo – Pán přílivu - Robin Williams jako Henry „Parry“ Sagan – Král rybář | Jodie Foster jako Clarice Starling – Mlčení jehňátek - Geena Davis jako Thelma Dickinson – Thelma a Louise - Laura Dern jako Rose – Popínavá růže - Bette Midler jako Dixie Leonard – For the Boys - Susan Sarandon jako Louise Sawyer – Thelma a Louise                                                                                          |
| Nejlepší herec ve vedlejší roli | Nejlepší herečka ve vedlejší roli |
| Jack Palance jako Curly Washburn – Dobrodruzi z velkoměsta - Tommy Lee Jones jako Clay Shaw – JFK - Harvey Keitel jako Mickey Cohen – Bugsy - Ben Kingsley jako Meyer Lansky – Bugsy - Michael Lerner jako Jack Lipnick – Barton Fink | Mercedes Ruehl jako Anne Napolitano – Král rybář - Diane Ladd jako matka – Popínavá růže - Juliette Lewis jako Danielle Bowden – Mys hrůzy - Kate Nelligan jako Lila Wingo Newbury – Pán přílivu - Jessica Tandy jako Virginia „Ninny“ Threadgoode – Smažená zelená rajčata                                                                       |
| Nejlepší původní scénář | Nejlepší adaptovaný scénář |
| Thelma a Louise – Callie Khouri - Chlapci ze sousedství – John Singleton - Bugsy – James Toback - Král rybář – Richard LaGravenese - Grand Canyon – Lawrence Kasdan a Meg Kasdan | Mlčení jehňátek – Ted Tally - Evropa, Evropa – Agnieszka Holland - Smažená zelená rajčata – Fannie Flagg a Carol Sobieski - JFK – Oliver Stone a Zachary Sklar - Pán přílivu – Pat Conroy a Becky Johnston |
| Nejlepší cizojazyčný film | Nejlepší dokument |
| Středozemí (Itálie) – Gabriele Salvatores - Děti přírody (Island) – Friðrik Þór Friðriksson - Obecná škola (Československo) – Jan Svěrák - Býk (Švédsko) – Sven Nykvist - Vyvěste červené lampiony (Hong Kong) – Zhang Yimou | In the Shadow of the Stars – Allie Light a Irving Saraf - Death on the Job – Vince DiPersio a William Guttentag - Doing Time: Life Inside the Big House – Alan Raymond a Susan Raymond - The Restless Conscience: Resistance to Hitler Within Germany 1933–1945 – Hava Kohav Beller - Wild by Law – Lawrence Hott a Diane Garey                   |
| Nejlepší krátký dokument | Nejlepší krátký hraný film |
| Deadly Deception: General Electric, Nuclear Weapons and Our Environment – Debra Chasnoff - Birdnesters of Thailand – Éric Valli a Alain Majani d'Inguimbert - A Little Vicious – Immy Humes - The Mark of the Maker – David McGowan - Memorial: Letters from American Soldiers – Bill Couturié a Bernard Edelman                                                                  | Session Man – Seth Winston a Rob Fried - Birch Street Gym – Stephen Kessler a Thomas R. Conroy - Last Breeze of Summer – David M. Massey |
| Nejlepší krátký animovaný film | Nejlepší hudba |
| Manipulace – Daniel Greaves - Blackfly – Christopher Hinton - Strings – Wendy Tilby | Kráska a zvíře – Alan Menken - Bugsy – Ennio Morricone - Král rybář – George Fenton - JFK – John Williams - Pán přílivu – James Newton Howard |
| Nejlepší píseň | Nejlepší zvuk |
| „Beauty and the Beast“ – Alan Menken a Howard Ashman – Kráska a zvíře - „Be Our Guest“ – Alan Menken a Howard Ashman – Kráska a zvíře - „Belle“ – Alan Menken a Howard Ashman – Kráska a zvíře - „(Everything I Do) I Do It for You“ – Michael Kamen a Bryan Adams a Robert John Lange – Robin Hood: Král zbojníků - „When You're Alone“ – John Williams a Leslie Bricusse – Hook | Terminátor 2: Den zúčtování – Tom Johnson, Gary Rydstrom, Gary Summers a Lee Orloff - Oheň – Gary Summers, Randy Thom, Gary Rydstrom a Glenn Williams - Kráska a zvíře – Terry Porter, Mel Metcalfe, David J. Hudson a Doc Kane - JFK – Michael Minkler, Gregg Landaker a Tod A. Maitland - Mlčení jehňátek – Tom Fleischman a Christopher Newman |
| Nejlepší zvukové efekty | Nejlepší výprava |
| Terminátor 2: Den zúčtování – Gary Rydstrom a Gloria Borders - Oheň – Gary Rydstrom and Richard Hymns - Star Trek VI.: Neobjevená země – George Watters II a F. Hudson Miller | Bugsy – Dennis Gassner a Nancy Haigh - Barton Fink – Dennis Gassner a Nancy Haigh - Král rybář – Mel Bourne a Cindy Carr - Hook – Norman Garwood a Garrett Lewis - Pán přílivu – Paul Sylbert a Caryl Heller |
| Nejlepší kamera | Nejlepší střih |
| JFK – Robert Richardson - Bugsy – Allen Daviau - Pán přílivu – Stephen Goldblatt - Terminátor 2: Den zúčtování – Adam Greenberg - Thelma a Louise – Adrian Biddle | JFK – Pietro Scalia a Joe Hutshing - The Commitments – Gerry Hambling - Mlčení jehňátek – Craig McKay - Terminátor 2: Den zúčtování – Conrad Buff, Mark Goldblatt a Richard A. Harris - Thelma a Louise – Thom Noble |
| Nejlepší masky | Nejlepší kostýmy |
| Terminátor 2: Den zúčtování – Stan Winston and Jeff Dawn - Hook – Christina Smith, Monty Westmore a Greg Cannom - Star Trek VI: Neobjevená země – Michael M. Mills, Edward French a Richard Snell | Bugsy – Albert Wolsky - Addamsova rodina – Ruth Myers - Barton Fink – Richard Hornung - Hook – Anthony Powell - Paní Bovaryová– Corinne Jorry |
| Nejlepší vizuální efekty | |
| Terminátor 2: Den zúčtování – Dennis Muren, Stan Winston, Gene Warren Jr. a Robert Skotak - Oheň – Mikael Salomon, Allen Hall, Clay Pinney a Scott Farrar - Hook – Eric Brevig, Harley Jessup, Mark Sullivan a Michael Lantieri | |